# Crayon Shin-chan - Shinkon ryokō hurricane: Ushinawareta Hiroshi
Crayon Shin-chan - Shinkon ryokō hurricane: Ushinawareta Hiroshi (映画クレヨンしんちゃん 新婚旅行ハリケーン ～失われたひろし～?) è un film d'animazione del 2019 scritto da Muneori Mizuno e Kimiko Ueno e diretto da Masakazu Hashimoto, ventisettesima pellicola tratta dal celebre franchise Shin Chan.

## Trama
Hiroshi e Misae hanno da sempre il rimpianto di non aver mai potuto fare la propria luna di miele all'estero, né d'altro canto di essersi concessi una vacanza esclusivamente per loro due. Dopo aver trovato un'offerta decisamente conveniente, decidono così di partire alla volta dell'Australia, tuttavia non appena arrivati Hiroshi viene misteriosamente rapito: l'uomo sembra infatti essere la chiave per la scoperta di un immenso tesoro.

## Distribuzione
In Giappone la pellicola è stata distribuita dalla Toho, a partire dal 19 aprile 2019.